# Keltis
Keltis – gra planszowa dla 2-4 graczy autorstwa Reinera Knizi wydana przez wydawnictwo Kosmos. Gra otrzymała nagrodę Spiel des Jahres za rok 2008. W języku polskim wydana przez wydawnictwo Galakta.

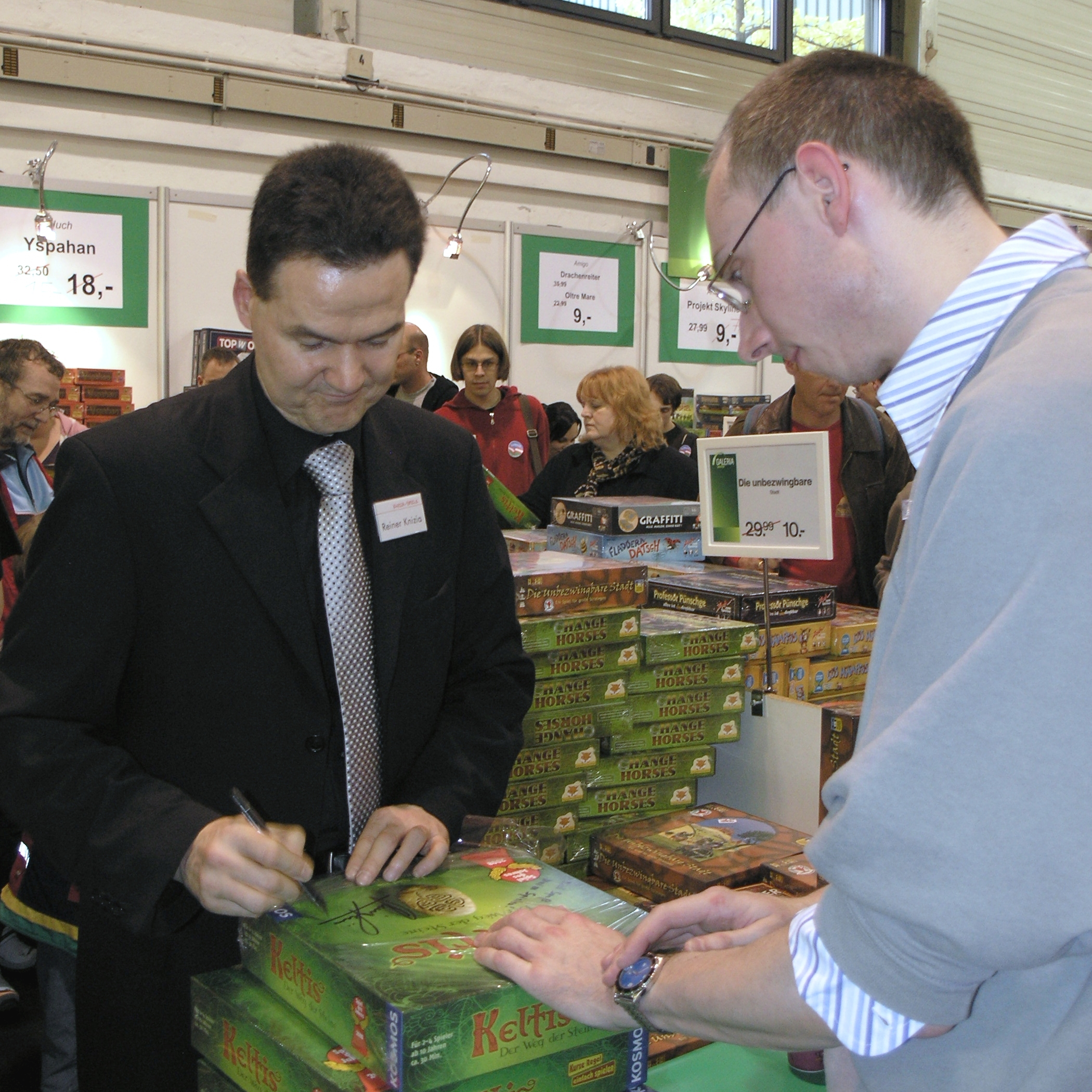
Reiner Knizia podpisujący egzemplarz gry

## Zawartość pudełka z grą
- 55 żetonów kamieni (w pięciu kolorach)
- 1 tabela punktów
- instrukcja